# 16856 Banach
16856 Banach este o planetă minoră (asteroid), cu un diametru de 2,913 km, din centura de asteroizi. A fost descoperită pe 28 decembrie 1997 la Prescott Observatory⁠(d) de Paul G. Comba⁠(d) și a fost numită după Stefan Banach. 
Obiectul prezintă o orbită caracterizată de o semiaxă mare de 2,4355893 UAi, o excentricitate de 0,16, o înclinație de 7,30345 ° în raport cu ecliptica.